# Poeciliopsis fasciata
Poeciliopsis fasciata är en fiskart som först beskrevs av Meek, 1904.  Poeciliopsis fasciata ingår i släktet Poeciliopsis och familjen Poeciliidae. IUCN kategoriserar arten globalt som nära hotad. Inga underarter finns listade i Catalogue of Life.